# 上哈瓦区
上哈瓦区（俄语：Верхнехавский район）是俄罗斯联邦沃罗涅日州下辖的一个区，其行政中心为上哈瓦。据2016年统计，该区的人口为24446人。